# César Leguizamón Arce
Cesar Pablino Leguizamón Arce (Asunción, Paraguay; 5 de octubre de 1982) es un futbolista paraguayo. Juega de defensor y tuvo su paso por 15 clubes pasando por todas las categorías del futbol profesional argentino y destacándose también su paso por el futbol de Hong Kong en dos etapas diferentes y ambos en clubes que disputan la  Premier League de la liga de Hong Kong . De ahí volvió a Argentina para jugar en el club Fenix, luego Deportivo Armenio para darle punto final a su extensa carrera deportiva en el club Ferrocarril Midland.

## Trayectoria
Comenzó su carrera en 2001 jugando para San Telmo. Jugó en ese club hasta 2004. Luego se fue a Nueva Chicago. En 2005, regresó a San Telmo y después pasó a Huracán, en donde estuvo hasta 2006. Al poco tiempo, regresó nuevamente a San Telmo y jugó allí hasta 2008 para luego ser parte de Villa Mitre hasta 2009.[cita requerida]
Su siguiente club fue Colegiales donde jugó hasta 2010. Fue traspasado luego  a Atlético Tucumán donde se mantuvo hasta 2011. Después, regresó a Colegiales, en donde jugó hasta 2013. En julio de ese año, fue cedido al Happy Valley, donde se desempeñó hasta 2014 para volver a Colegiales y más tarde ser transferido a Barracas Central.[cita requerida]
En agosto de 2016, fue fichado por Gimnasia y Esgrima de Mendoza para disputar el Torneo Federal A 2016-17.
En agosto de 2017, fue fichado por Huracán Las Heras para disputar el próximo Torneo Federal A 2017-18. Dejando de formar parte del plantel a fines de ese mismo 2017.
Después su equipo fue el Hong Kong Rangers Football Club de la Premier League de Hong Kong para después volver a Argentina y jugar en la B metropolitana en 2 equipos diferentes primero en el club Fenix y luego en el club Deportivo Armenio(campeón) para luego pasar al club Ferrocarril Midland (ascenso) en la categoría Primera C Metropolitana y así de esa manera ponerle punto final a su extensa carrera deportiva .

## Clubes
| Club                   | País        | Año         |
| ---------------------- | ----------- | ----------- |
| San Telmo              | Argentina   | 2001-2004   |
| Nueva Chicago          | Argentina   | 2004        |
| San Telmo              | Argentina   | 2005        |
| Huracán                | Argentina   | 2005-2006   |
| San Telmo              | Argentina   | 2006-2008   |
| Villa Mitre            | Argentina   | 2008-2009   |
| Colegiales             | Argentina   | 2009-2010   |
| Atlético Tucumán       | Argentina   | 2010-2011   |
| Colegiales             | Argentina   | 2011-2013   |
| Happy Valley           | Hong Kong   | 2013        |
| Colegiales             | Argentina   | 2014        |
| Barracas Central       | Argentina   | 2014-2016   |
| Gimnasia y Esgrima (M) | Argentina   | 2016-2017   |
| Huracán Las Heras      | Argentina   | 2017        |
| Biu Chun Rangers       | 🇭🇰Hong Kong | 2019-2020   |
| Fenix                  | 🇦🇷Argentina | 2020-2021   |
| Deportivo Armenio      | Argentina   | 2021 - 2023 |
| Midland                | Argentina   | 2023 -      |